# 6632 Scoon
6632 Scoon eller 1984 UX1 är en asteroid i huvudbältet som upptäcktes den 29 oktober 1984 av den amerikanske astronomen Edward L.G. Bowell vid Anderson Mesa Station. Den är uppkallad efter George E. N. Scoon.
Asteroiden har en diameter på ungefär 3 kilometer och den tillhör asteroidgruppen Vesta.